# Event 15
Pour plus de détails, voir Fiche technique et Distribution.

Event 15 est un film américano-britannique, réalisé par Matthew Thompson, sorti en 2013.

## Synopsis
L'action d'Event 15 se situe dans un centre médical militaire à Washington DC. Trois soldats récemment rentrés du Moyen-Orient et souffrant des effets du syndrome de stress post-traumatique, y suivent un traitement sous la supervision de médecins militaires. Alors que les soldats s’apprêtent à quitter l'établissement médical en empruntant le même ascenseur, et qu'ils se font une joie de retrouver famille et amis afin de panser leurs blessures psychologiques, l'ascenseur tombe en panne entre deux étages. Ils apprennent alors que Washington DC subit une attaque terroriste de grande ampleur à laquelle les autorités répondent en ordonnant l'évacuation de la ville.Ne pouvant compter sur aucune aide pour les sortir de leur "cage métallique", isolés et confrontés à la perspective d'une mort par irradiation, cette situation stressante fait remonter les souvenirs traumatisants de leur expérience au Moyen-Orient. Plutôt que de s'entraider pour se sortir de ce mauvais pas, les trois soldats vont se livrer une lutte sans merci afin de prendre le contrôle, quitte à ce qu'un seul survive à cette expérience.

## Fiche technique
- Titre original : Event 15
- Titre français : Trauma (titre Dvd)
- Titre américain : Alpha Alert
- Réalisation : Matthew Thompson
- Scénario : Matthew Thompson, Scott Bolger (writer), Kent Murray
- Directeur artistique : Raul Varela
- Chef décorateur : Kathrin Eder
- Costumes : Roland Sanchez
- Maquillage : Angela Maldone et Alexis Williams (key makeup artist)
- Photographie : Eduardo Enrique Mayén
- Montage : Martin Brinkler, Eddie Hamilton
- Musique : Mark Russell
- Production :

## Distribution
- Jennifer Morrison (VF : Cathy Diraison) : White
- James Frain : Andrews
- Josh Stewart : Oldsman
- Kimberly Elise : Blau
- Jude Ciccolella : General Black
- Stephen Rider : Diego